# Brunno Maffi
Brunno Maffi  (12 de abril de 1909 - 20 de agosto de 2003) foi um político italiano, dirigente do Partido Comunista Internacional (bordiguista).

## Do antifascismo democrático ao comunismo
Sobrinho do deputado socialista maximalista Fabrizio Maffi (que entrou depois, em 1924, no Partido Comunista de Itália), iniciou a sua atividade política no movimento socialista e entrou em 1930 no Comité Central da organização antifascista Giustizia e Libertà, sendo preso em 1934; na altura escrevia para os jornais Politica socialista e o Nuovo Avanti. Em 1953 volta a ser preso e conhece na prisão alguns elementos da ala esquerda ("bordiguista") do Partido Comunista de Itália. A partir de 1936 afasta-se progressivamente do antifascismo democrático e aproxima-se dos bordiguistas (1938).

## No Partido Comunista Internacional
Em 1943 foi um dos fundadores do Partido Comunista Internacionalista, em colaboração com Onorato Damen, Rosolino Ferragni, Mario Acquaviva e outros comunistas de esquerda. No outuno de 1945, quando os grupos da esquerda comunista do Norte e do Sul de Itália foram finalmente reunidos, participou na organização do congresso de Turim, praticamente o ato constitutivo oficial do partido. Durante a preparação do congresso de 1949 (Firenze), tentou uma linha conciliatória entre as duas facções (a de Amadeo Bordiga e a de Damen) que se estavam a delinear no partido sobre várias questões (sindicatos, colonialismo, centralismo orgânico versus democrático, etc.). Em 1951, perante a cisão entre as correntes, alinhou-se definitivamente com a de Bordiga. A cisão, consumada em 1952, deu origem a um novo Partido Comunista Internacionalista (Il programma comunista), de que até ao fim da sua vida, Maffi foi um dos principais dirigentes. Durante a recomposição do novo partido (que pouco depois muda de nome para Partido Comunista Internacional; para os seus militantes, o partido existe em continuidade do Partido Comunista de Itália original) foi encarregue de representar o "centro", um organismo informal baseada na dupla direção entre os membros do partido. Tal organismo, na intenção de Bordiga, deveria substituir os clássicos instrumentos do centralismo democrático típicos dos partidos da Terceira Internacional.

## Comissário Único
Bordiga odiava formalismos organizativos que não tivessem "necessidade vital" e considerava-os um "perigo suspeito e estúpido", pelo que a função confiada a Maffi foi jocosamente chamada de "comissário único", já que um coordenador "mais que bastava" para as condições objetivas em que o partido estava. Obviamente não havia precedentes históricos para a aplicação do novo centralismo.

## Últimos anos
Após a crise sofrida pelo partido em 1981-82 (segundo alguns, por razões similares à de 1951), Maffi trabalhou para a sua reconstituição, em volta de um grupo de militantes usando o nome do jornal "Il programma comunista".
Maffi foi também um tradutor de alemão, inglês e francês, atividade que após a guerra desempenhou muitas vezes em colaboração como Cesare Pavese na Einaudi. Apresentou a várias editoras traduções de obras importantes de Marx, Engels, Trotsky, Luxemburgo, Orwell, Harrington ou Isaacs. É dele, por exemplo, a edição filológica de O Capital pela Utet; de nota são também as suas traduções de várias importantes obras historiográficas e de histórica económica publicadas pela Laterza. Nos últimos anos foi presidente da Fundação Amadeo Bordiga, estabelecida pelo testamento da viúva de Bordiga, Antonietta de Meo. Ele morreu em Milão com 94 anos.

## Algumas obras
Maffi escreveu ininterruptamente para Il programma comunista de 1952 a 2001, pelo que é impossível fazer uma seleção dos seus trabalhos que não seja arbitrária. Aqui apresentam-se alguns que saíram sob a forma de livro:
- Appunti per una politica socialista, sem indicação de editora, 1934.
- La Sinistra Comunista nel cammino della Rivoluzione - In memoria di Amadeo Bordiga, série de artigos publicados em Il programma comunista desde o n. 15 dee 1970, republicado pelas Edizioni Sociali, Roma, 1976.
- Lenin e la parola d'ordine del "controllo operaio", Il programma comunista nn. 11, 12, 13- e 14 de 1975, publicado em opúsculo pelo  P.C. Internacional (PCInt.) no mesmo ano.
- Storia della Frazione Comunista all'estero, mimeografado pelo PCInt., 1976.
- L'intervento di Bordiga in una riunione in margine al Congresso di Marsiglia del PCF, mimeografado pelo PCInt., 1977.
- Storia della Sinistra comunista, vol. II, edição Il programma comunista, 1972.
- Storia della Sinistra comunista, vol. III, edição Il programma comunista, 1986.
- Storia della Sinistra comunista, vol. IV, edição Il programma comunista, 1997.